# Cavec
Cavec (izgovor kavek), jedna od 3 glavne loze ili  'kuće'  Quiche Indijanaca iz unutrašnjosti Gvatemale. Utemeljitelj kuće Kičea od Caveca bio je Balam Quitze, kojemu se ukazao bog Tohil. Kućom Kavekovih vladalo je 9 gospodara od kojih su prva dva najznačajnija nosili titule Ahpop i Ahpop Camha. Ahpop je bio vrhovni gospodar (gospodar ćilima) a Ahpop-Camhá je rukovodio glavnim poslovima i akcijama, i bio je prvi velikodostojnik do ahpopa. Kroz povijest Kavekovih vladalo je 14 vladara a titula ahpopa započela je s Balam-Conachéom, sinom Qocavibovim. Dolaskom Španjolaca u Gvatemalu 1520.-tih godina kultura naroda Kiče bit će uništena. Posljednje otpore pružaju Tecum i Tepepul, dok su njihovi sinovi Don Juan de Rojas i don Juan Cortés posljednji iz ove loze koji će nositi titule ahpopa i ahpop-camhe.
Gospodara loze Quiche od Caveca, po redu vladanja bilo je 14 od osnivača Balam-Kicea) i njegovog nasljednika Qocavib-a (Kokavib) nakon kojih počinje titula Ahpopa i Ahpop-Camhe, to su: Balam-Conaché (Balam-Konaće; treće koljeno), sin je Kokaviba kojeg je imao sa ženom svoga brata Kokaiba. Četvrto koljeno su Cotuhá i Iztayub (Kotuha i Istajub). Kotuha je bio sin Balam-Konaćea, a ime mu znači  'srce od kamena' . Gucumatz i Cotuhá (Gukumac i Kotuha) su peto koljeno  'vladara čudotvoraca' ', za vrijeme čijeg vladanja Gumarcaah postaje prijestolnica Quiche naroda. Kotuha je bio otac Kikabov (Quicab). Gukumac, osvajač, pokorio je narode na obali Pacifika, pretvorio se u orla i nestao u moru. Šesti vladari bili su Tepepul i Iztayul (Tepepul i Istajul). Sedmi bijahu Quicab i Cavizimah (Kikab i Kavisimah), što pokoriše plemena u unutrašnjosti Gvatemale. Tepepul i Iztayub (Tepepul i Istajub), su osmi ahpop i ahpop-kamha. Tecum i Tepepul (Tekum i Tepepul), su bili deveto koljeno, a prema Jimenezu, tada se pobuniše Cakchiqueli, koje je ranije pokorio Quicab. Zapisi Kakčikela govore da su tada Kiče bili pokoreni u gradu Iximche, njihovi kraljevi zarobljeni. Vahxaqui-Caam i Quicab (Vahšaki-Kaam i Kikab)), su deseta generacija, a u njihovo vrijeme uhvaćen je neki mladi Kakčikel koji se rugao gospodarima Kićea nazivajući ga mama caixon (=stara čemerika). Spremali su se da ga žrtvuju pa im on prorekne dolazak obučenih ljudi koji će razrušiti sve ove gradove. Nakon ovih vladara kojima je proreknuta skora propast njihovog naroda, na prijestolju su Vucub-Noh i Cauutepech (Vukub-Noh i Kauutepeć), jedanaesto koljeno. Nakon njih su dvanaesti Oxib-Queh i Beleheb-Tzi (Ošib-Keh i Beleheb-Ci) koje je sustiglo proročanstvo mladog Kakčikela. Oni već vladaju u španjolsko doba, stigao je [Pedro de Alvarado] prozvan od Asteka imenom Donadiú ili Tonatiuh (=Sunce). Beleheb-Cija su Asteci nazivali Chiconavi-Ocelotl (Čikonavi-Oselotl) ili Deveti Tigar. Obojicu vladara Španjolci su zadavili. Njihovi nasljednici, 13. koljeno već plaćaju danak Španjolcima, to su Tecum i Tepepul. Tekumova sudbina je nepoznata, ali ga se ne smije brkati s istoimenim vojskovođom Kićea koji je poginuo na čelu indijanske vojske u borbi protiv Španjolaca. Tepepul je vladao od 1524. do 1526. Poslije neke pobune koja se desila 1526. Tepepul je zatvoren sve do 1540. a na svoje posljednje nesretno putovanje poveo ga Alvarado zajedno s vladarom Kakčikela Beleheb-Katom  (Beleheb-Cat). Ovo su zadnji ahpop i ahpo-kamha koji nose indijanska imena. Don Juan de Rojas i don Juan Cortés, posljednji su Kiče-vladari, sinovi Tekuma i Tepepula, kojima završava povijest Cavecove grane Kiće Indijanaca.

## Vanjske poveznice
- Popol Vuh  Arhivirana inačica izvorne stranice od 24. studenoga 2005. (Wayback Machine)